# Natri molybdat
Natri molybdat, Na2MoO4, là nguồn cung cấp molybden. Nó thường gặp dưới dạng hydrat hoá, Na2MoO4·2H2O.
Anion molybdat(VI) có dạng tứ diện. Hai cation natri liên kết với mỗi một anion.

## Lịch sử
Natri molybdat được tổng hợp trước tiên bằng phương pháp hydrat hoá. Một cách khác thuận tiện hơn được tiến hành bằng cách hoà tan MoO3 vào natri hydroxide ở 50–70 °C và làm kết tinh sản phẩm thu được. Muối khan được tạo thành khi nung nóng lên nhiệt độ 100 °C.
MoO3 + 2NaOH → Na2MoO4·2H2O

## Sử dụng
Ngành công nghiệp, nông nghiệp sử dụng 1 triệu pound mỗi năm để làm phân bón. Đặc biệt, việc sử dụng nó đang được đề xuất cho việc xử lý ở bông cải xanh và súp lơ ở các cánh đồng thiếu molybden. Tuy nhiên, sự chăm bón phải được giới hạn vì một lượng nhỏ khoảng 0,3 ppm natri molybdat có thể gây ra hiện tượng thiếu hụt đồng ở động vật, đặc biệt là gia súc.
Nó được dùng trong công nghiệp cho mục đích ức chế ăn mòn, vì nó là chất ức chế anot không oxi hoá. Sự thêm vào natri molybdat làm giảm đáng kể nhu cầu nitrit của chất lưu bị ức chế với nitrit-amin, và cải thiện khả năng bảo vệ ăn mòn của dung dịch muối carboxylat.

## Phản ứng
Khi phản ứng với natri borohydride, molybden bị khử xuống các oxit hoá trị thấp hơn:
Na2MoO4 + NaBH4 + 2H2O → NaBO2 + MoO2 + 2NaOH + 3H2↑
Natri molybdat phản ứng với các axit của đithiophotphat:
Na2MoO4 + (RO)2PS2H (R = Me, Et) → [MoO2(S2P(OR)2)2]
trong đó phản ứng tiếp tạo ra [MoO3(S2P(OR)2)4].

## An toàn
Natri molybdat kỵ với kim loại kiềm, hầu hết các kim loại thông thường và các chất oxy hoá. Nó sẽ phát nổ khi tiếp xúc magnesi nóng chảy. Nó sẽ phản ứng mãnh liệt với các liên halogen (interhalogen) (ví dụ như brom pentafluoride, chlor trifluoride). Phản ứng của nó với natri, kali hay lithi nóng đều phát sáng.